# (4208) Kiselev
(4208) Kiselev ist ein Hauptgürtelasteroid, der am 6. September 1986 von Edward L. G. Bowell am Lowell-Observatorium entdeckt wurde.
Der Asteroid wurde nach dem Astronomen Nikolai Nikolajewitsch Kisseljow benannt.